# 죽지
죽지(竹旨, ?~?)는 신라의 대신이자, 화랑 출신 장군이다. 김유신과 함께 백제의 군사를 격파하고, 나당연합군의 고구려 정벌에도 참전하였으며 재상을 지냈다. 화랑 득오가 그를 흠모하여 지은 향가 《모죽지랑가》가 전해진다.

## 생애
술종이 삭주도독이 되어 임지로 가던 중 죽지령(竹旨嶺)이라는 곳에서 한 거사(居士)를 만났고 부임한 지 1달이 되었을 즈음에 거사가 죽었는데, 곧 김술종의 부인이 기이한 꿈을 꾸고는 아들을 낳았는데 술종공이 이를 거사가 환생한 것이라 여기고는 거사와 처음 만났던 곳의 지명을 따서 이름을 죽지라 했다.
죽지는 이후 649년(진덕여왕 3년) 8월에 백제의 장군 은상이 쳐들어오자, 진춘, 천존 등과 함께 김유신의 휘하 장군으로 참전하여 도살성에서 대승을 거두었다. 651년(진덕여왕 5년) 2월에는 새로 설치된 집사부에 파진찬 관등으로 중시가 되어 655년(태종무열왕 2년) 1월까지 기밀사무를 관장하였다. 661년(문무왕 원년) 4월에는 여러 장수들과 함께 백제부흥군과 싸웠다가 패하였으나, 7월에는 천품과 함께 귀당총관(貴幢摠管)에 임명되어 다시 전선에 나섰다. 668년(문무왕 8년) 6월에는 이찬 관등으로 진춘과 함께 경정총관(京停摠管)에 임명되어 같은해 10월 고구려 정벌에서 공을 인정받아 각간 관등이 됐다.
문무왕 10년(670) 7월에는 천존과 함께 웅진도독부를 공격하여 7성을 빼앗고 2천 명을 죽였다. 문무왕 11년(671) 6월에는 백제 잔당들의 가림성으로 가서 그 곳의 벼를 짓밟아 식량보급을 차단했으며 당나라 군사와 석성에서 싸워 5천 3백 명의 목을 베고, 백제의 장군 두 명과 당나라의 과의(果毅) 여섯 명을 포로로 잡았다. 이후 기록이 없어 행적은 알 수 없지만 진덕여왕, 태종무열왕, 문무왕, 신문왕의 4대에 걸쳐 재상이 되어 나라를 안정케하였다고 하였다.

## 모죽지랑가의 주인공

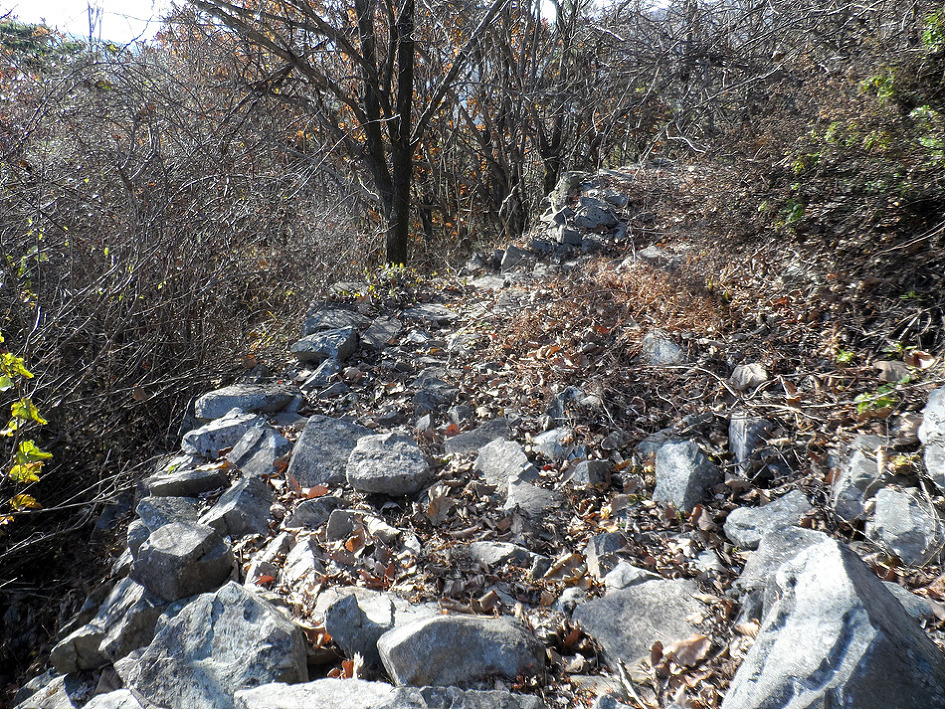
모죽지랑가를 지은 곳으로 알려진 경주 부산성의 남문터

효소왕대 모량리(牟粱)에서 아찬 관등을 지내던 익선(益宣)은 죽지랑의 낭도인 득오(得烏)를 차출하여 부역시켰다. 죽지랑은 익선에게 득오의 휴가를 청하여 함께 돌아오고자 하였으나 이를 거절당하였고, 사리(使吏) 간진(侃珍)의 도움으로 득오를 데려올 수 있었다. 익선의 악행을 들은 화주(花主)는 익선을 벌하고자 하였으나 그가 도망치자 그 아들을 대신 벌하였다. 이 일로 인해 모량리 사람은 벼슬할 수 없게 되었다. 후에 득오가 죽지랑을 기리며 《모죽지랑가》를 지었다.
得烏去隱春皆林米 간 봄 그리워하매
毛冬居叱哭屋尸以憂音 (임께서 더) 못 살으사 울어 설워하더이다
阿冬音乃叱好支賜烏隱 애닯음 나토시던 모습이
貌史年數就音墮支行齊 해 거듭하는 즈음에 가이더이다
目煙廻於尸七史伊衣 눈 돌이킬 새
逢烏支惡知作乎下是 만나 뵙기 어찌 지으오리까
郞也慕理尸心未 行乎尸道尸 낭이여, 그리는 마음에 가올 길
蓬次叱巷中宿尸夜音有叱下是 다봊 마을에 잘 밤 있사오리까— 득오

## 관련작품
- 1992년–1993년 KBS에서 방송한 《삼국기》
- 2015년 9월 13일 모죽지랑가를 바탕으로한 창작오페라 《신라향가 죽지랑》가 공연했다.[14]

## 가계
- 아버지: 김술종 (金述宗)
  - 본인 : 죽지 (竹旨)

## 주해
1. ↑  지금의 죽령으로 추정된다.
2. ↑  지금의 충청남도 부여군 석성면 석성리에 있었던 성을 말한다. (이병도, 《국역 삼국사기》 6판, 을유문화사, 1986, 106쪽)
3. ↑  다른 이름은 득곡(得谷), 득오곡(得烏谷)이라고도 한다.